# Chiesa di San Lazzaro (Bergamo)
La chiesa di San Lazzaro è  un luogo di culto cattolico di Bergamo posto sulla via omonima documentato già dal XII secolo e sussidiaria della basilica di Sant'Alessandro in Colonna.

## Storia
La chiesa è citata in un documento del 1179 del vescovo Guala che testimonia la presenza di un lebbrosario detto la casa dei miseri poi casa dei lebbrosi di san Lazzaro in prossimità della chiesa al santo dedicata e posta lontano dal suborbio cittadino, fuori dalle antiche Muraine, per venirne inglobata dopo il 1466. I vani dell'ospedale divennero nel 1410 luoghi d'accoglienza per le serve anziane e ammalate non più idonee al lavoro. Nel medesimo anno la chiesa venne parzialmente distrutta durante gli scontri delle fazioni guelfe e ghibelline cittadine venendo restaurata dall'allora signore di Bergamo Pandolfo III Malatesta. L'ospedale fu chiuso nel 1458 con la costruzione del grande ospedale di San Marco, anche se continuò ad accogliere le monache della chiesa di Santa Lucia Vecchia dal 1554 al 1563 e i mendicanti fino al 1617.
Con la chiusura dell'ospedale la chiesa fu affidata all'ordine degli Umiliati detti de Osio per essere poi nel 1564 affidato alle Convertite. Quando l'istituto si spostò sulla parte alta cittadina la chiesa fu affidata ai frati Secolari che eseguirono lavori di restauro conservativo e arricchimento degli arredi.

Malgrado non si conosca la data di dedicazione la croce posta sopra l'ingresso del coro riportante la data del 1551 potrebbe indicare la data di consacrazione da parte del vescovo Vittore Soranzo.
Dopo un primo restauro nel 1410, nel XVIII secolo la chiesa fu nuovamente restaurata sotto l'episcopato di Pietro Priuli, l'epigrafe posta su marmo nero a fianco dell'ingresso indica la data del 1722, mentre una presente sugli archi del pronao indicata la data del 1720 a ricordo del benefattore Ottavio Naldi. Dagli atti della visita pastorale del Borromeo del 1575 risulta che vi fosse in prossimità il cimitero. il cimitero esterno presentava ossa malcelate e visibili al passaggio Nei primi anni del Seicento la chiesa divenne sede dei disciplini detti color tane  dagli abiti che indossavano. Questi costruirono dietro il presbiterio un locale per le assemblee. Avevano il diritto alla sepoltura all'interno dell'aula.
L'edificio non subì più grandi trasformazioni se non lavori di ordinaria manutenzione e di mantenimento.

## Descrizione

### Esterno
La chiesa è preceduta da un portico tetrastico rinascimentale che si affaccia direttamente sulla strada composto da quattro colonne in arenaria sulle quali poggiano tre archetti sorreggenti la trabeazione e il cornicione del tettuccio. La parte superiore rientrante ha due lesene laterali e una grande apertura centrale leggermente sagomata atta a illuminare l'aula. La facciata termina con il timpano sagomato. Nella tela di Alvise Cima non vi è disegnato il portico, così come non è stato inserito, anche se già presente nella chiesa della Madonna del Giglio.

### Interno
L'interno si presenta a navata unica divisa in quattro campate da lesene in stucco lucido dalle quali partono le arcate e aventi la zoccolatura in marmo di Zandobbio, e terminanti con capitelli ionici che sorreggono la trabeazione e il cornicione dove vi sono nove finestre, che corre su tutta la navata dal quale parte la volta a botte. Delle nove finestre quattro sono chiuse ma ugualmente strombate. La quarta campata ha la volta a tazza circolare con cupolino illuminato dal lucernario del tamburo composto da quattro finestrelle.
Quattro altari completano la navata. A sinistra vi è l'altare di maggiori dimensioni e dedicato alla Vergine del Pianto. L'altare in marmo è opera della bottega di Bartolomeo Manni di foggia barocca con il paliotto intarsiato e che conserva nella nicchia la statua della Madonna disegnata dal bergamasco Enea Salmeggia agli inizi del Seicento; lateralmente sono conservate due tele dell'artista: Madonna del latte firmato Aeneas Salmtia Bergomensis F.1590 e Resurrezione di Lazzaro con fedeli entrambe del 1590. L'artista viene anche indicato tra i sindaci che amministravano la chiesa dal 1621 al 1624. I due dipinti sono posti in un riquadro di stucco dorato probabilmente provenienti da uno stendardo. Pare che la statua della Vergine fosse stata commissionata da alcune  donne abitanti la contrada che aveva avuto modo in un viaggio a Roma di ammirare la medesima posta vicino le mura romane. Il secondo altare conserva la pala sempre del Salmeggia Santissima Trinità  e santi olio su tela in cornice di stucco dorata, raffigura Gesù Redentore posto sulle nubi con i santi Carlo Borromeo e Gregorio Magno intercessori delle anime purganti, nella parte superiore Dio Padre con la colomba dello Spirito paraclito. L'altare a destra conserva la pala posta nell'ancora in marmo Santa Teresa in estasi colpita dall'angelo con Luigi Gonzaga in adorazione del Bambino Gesù opera del 1755 di Giuseppe Antonio Orelli. Il secondo altare conserva la tela San Mauro e sant'Antonio di Giovanni Carobio. La tela inserita nell'ancona di stucco raffigura il santo in abiti benedettini che guarisce gli infermi mentre sulla parte il santo portoghese sulle nubi è in adorazione del Bambino tra la gloria degli angeli del paradiso. Sulla parte superiore del coro vi è il dipinto Vergine con san Lazzaro e san Giuseppe che viene considerato uno dei migliori lavori di Gian Giacomo Barbelli. Il dipinto, olio su tela, raffigura la Vergine del latte sulle nubi, ai suoi piedi i santi Giuseppe e Lazzaro.

Il presbiterio è accessibile da tra gradini, a pianta rettangolare con fondo piano, ha la copertura  con volta a botte. Sulla controfacciata sopra la porta d'ingresso, è ospitata la tela di autore ignoro raffigurante la Deposizione di Cristo con la Madonna addolorata.  Numerose sono le opere presenti sulle pareti dell'aula, tra queste il dipinto di Giovanni Raggi San Gregorio Barbarigo.

L'aula è adornata anche dal pulpito ligneo scolpito da Giovanni Antonio Sanz.
Opera pregevole è l'acquasantiera posta a destra dell'ingresso ricavata da un blocco in marmo rosa di Verona. La vasca è a forma di ottagono regolare e poggia su una colonna poggiante su di una base tonda avente quattro lingue angolari raffiguranti foglia d'acqua, e terminante in un capitello a foglie d'acanto. La vasca è ornata da grandi foglie di cardo e nella parte superiore da piccole teste, una per ogni angolo, di cui sei maschili e due femminili.